# Нова Весь (Вольштинський повіт)
Нова Весь (пол. Nowa Wieś) — село в Польщі, у гміні Пшемент Вольштинського повіту Великопольського воєводства.
Населення — 840 осіб (2011).
У 1975-1998 роках село належало до Лешненського воєводства.

## Демографія
Демографічна структура станом на 31 березня 2011 року:
|          | Загалом | Допрацездатний вік | Працездатний вік | Постпрацездатний вік |
| -------- | ------- | ------------------ | ---------------- | -------------------- |
| Чоловіки | 401     | 102                | 269              | 30                   |
| Жінки    | 439     | 112                | 262              | 65                   |
| Разом    | 840     | 214                | 531              | 95                   |